# Stonogobiops dracula
Stonogobiops dracula és una espècie de peix de la família dels gòbids i de l'ordre dels perciformes.

## Morfologia
- Els mascles poden assolir 7 cm de longitud total.
- Nombre de vèrtebres: 26.[4][5]

## Hàbitat
És un peix marí, de clima tropical i associat als esculls de corall que viu entre 15-37 m de fondària.

## Distribució geogràfica
Es troba a les Seychelles i les Maldives.

## Costums
Viu simbiòticament amb Alpheus randalli.

## Observacions
És inofensiu per als humans.